# Waldbillig
Waldbillig é uma comuna do Luxemburgo, pertence ao distrito de Grevenmacher e ao cantão de Echternach.

## Demografia
Dados do censo de 15 de fevereiro de 2001:
- população total: 1.137
  - homens: 566
  - mulheres: 571

- densidade: 48,84 hab./km²
- distribuição por nacionalidade:

| Nacionalidade  | População | %      |
| -------------- | --------- | ------ |
| luxemburgueses | 793       | 69,74% |
| estrangeiros   | 344       | 30,26% |
| - portugueses  | 61        | 5,36%  |
| - franceses    | 25        | 2,20%  |
| - italianos    | 10        | 0,88%  |
| - belgas       | 22        | 1,93%  |
| - alemães      | 30        | 2,64%  |
| - iuguslavos   | 111       | 9,76%  |
| - outros       | 85        | 7,48%  |

- Crescimento populacional:

| Ano        | População |
| ---------- | --------- |
| 15/02/2001 | 1.137     |
| 01/01/2002 | 1.220     |
| 01/01/2003 | 1.240     |
| 01/01/2004 | 1.292     |
| 01/01/2005 | 1.296     |